# أيوبيو حمص
الأيوبيون أو أيوبيو حمص: فرع من السلالة الأيوبية حكم في حمص ما بين 1169-1263 م.
قائمة الحكام:
|   | الحاكم                    | الحياة    | الحكم     |
| - | ------------------------- | --------- | --------- |
| 1 | المنصور شيركوه بن شاذي    | ....-.... | 1169-1178 |
| 2 | القاهر محمد بن شيركوه     | ....-.... | 1178-1186 |
| 3 | المجاهد شيركوه بن محمد    | ....-.... | 1186-1240 |
| 4 | المنصور إبراهيم بن شيركوه | ....-.... | 1240-1246 |
| 5 | الأشرف موسى بن إبراهيم    | ....-.... | 1246-1263 |